# Rumjana Czawdarowa
Rumjana Czawdarowa (bułg. Румяна Чавдарова, ur. 10 września 1950) – bułgarska lekkoatletka, biegaczka średniodystansowa.

## Kariera sportowa
Wystąpiła na  mistrzostwach Europy w 1974 w Rzymie, gdzie zajęła 12. miejsce w biegu na 3000 metrów oraz odpadła w eliminacjach biegu na 1500 metrów.
Pięciokrotnie startowała w halowych mistrzostwach Europy, zawsze w biegu na 1500 metrów. Zajęła 7. miejsce w 1975 w Katowicach oraz 5. miejsce w 1976 w Monachium. Największy sukces odniosła w 1977 w San Sebastián, gdzie zdobyła brązowy medal, przegrywając jedynie z Mary Stewart z Wielkiej Brytanii i ze swą koleżanką z reprezentacji Bułgarii Wesełą Jacinską. W 1978 w Mediolanie zajęła 8. miejsce, a w 1979 w Wiedniu – 5. miejsce.
Czawdarowa była mistrzynią Bułgarii w biegu na 800 metrów w 1975, w biegu na 1500 metrów w 1974, 1975 i 1978, w biegu na 3000 metrów w 1976, 1976, 1977, 1980 i 1982 oraz w biegu przełajowym w 1973, 1978 i 1980, a także halową mistrzynią w biegu na 1500 metrów w latach 1973, 1975, 1977–1980 i 1982 oraz w biegu na 3000 metrów w 1982.
Była rekordzistką Bułgarii w biegu na 3000 metrów z czasem 9:06,28, uzyskanym 14 sierpnia 1977 w Helsinkach. 

## Rekordy życiowe
- bieg na 1500 metrów - 4:09,90 (22 czerwca 1977, Kolonia)
- bieg na 3000 metrów – 9:06,28 (14 sierpnia 1977, Helsinki)[1][2]